# Адворенское
Адво́ренское (устар. Хваща; бел. Адво́ранскае) — озеро в Ушачском районе Витебской области Белоруссии. Расположено в 26 км к северо-востоку от городского посёлка Ушачи, в 200 м юго-восточнее деревни Адворня.

## Общие сведения
Площадь озера составляет 0,25 км². Наибольшая глубина — 7,7 м. Объём воды — 0,00096 км³. Площадь водосборного бассейна — 2,3 км².

## Описание
Склоны котловины озера высотой 3—5 м, на юго-западе — до 8 м. Берега сплавинные. Дно выслано сапропелем. Зарастает надводной растительностью до глубины 1,5—2 м, ширина полосы — до 35 м. Вытекает ручей в озеро Яново.